# Kviðuháttr
Kviðuháttr (del nórdico antiguo, métrica kviða o métrica del discurso) fue una forma métrica de composición en la poesía escáldica, considerada la variante más estricta de fornyrðislag, cuyo estilo es sintácticamente cercano a la Edda poética. Aparecen kennings pero menos complicados que los usados en dróttkvætt. Es una forma de rima cuádruple, tradicionalmente representada tipográficamente como una métrica de ocho líneas, pero con más rigurosidad en cuanto al número de sílabas. Se comenzaba con una línea de tres sílabas, para seguir con otra línea de cuatro sílabas. Era la más habitual e indicada para presentar de forma apropiada poemas elaborados para los reyes.
De hecho, Kviðuháttr no era una forma de componer, era originariamente «la forma». Los antiguos poemas en fornyrðislag, cuando sus nombres no tienen ninguna importancia métrica, generalmente se llama ~kviða, por ejemplo Völsungakviða y Guðrúnarkviða. Ejemplos de obras que muestran esta métrica son poemas genealógicos como Ynglingatal, Háleygjatal, y Nóregs konungatal.